# Stanisław Goliński

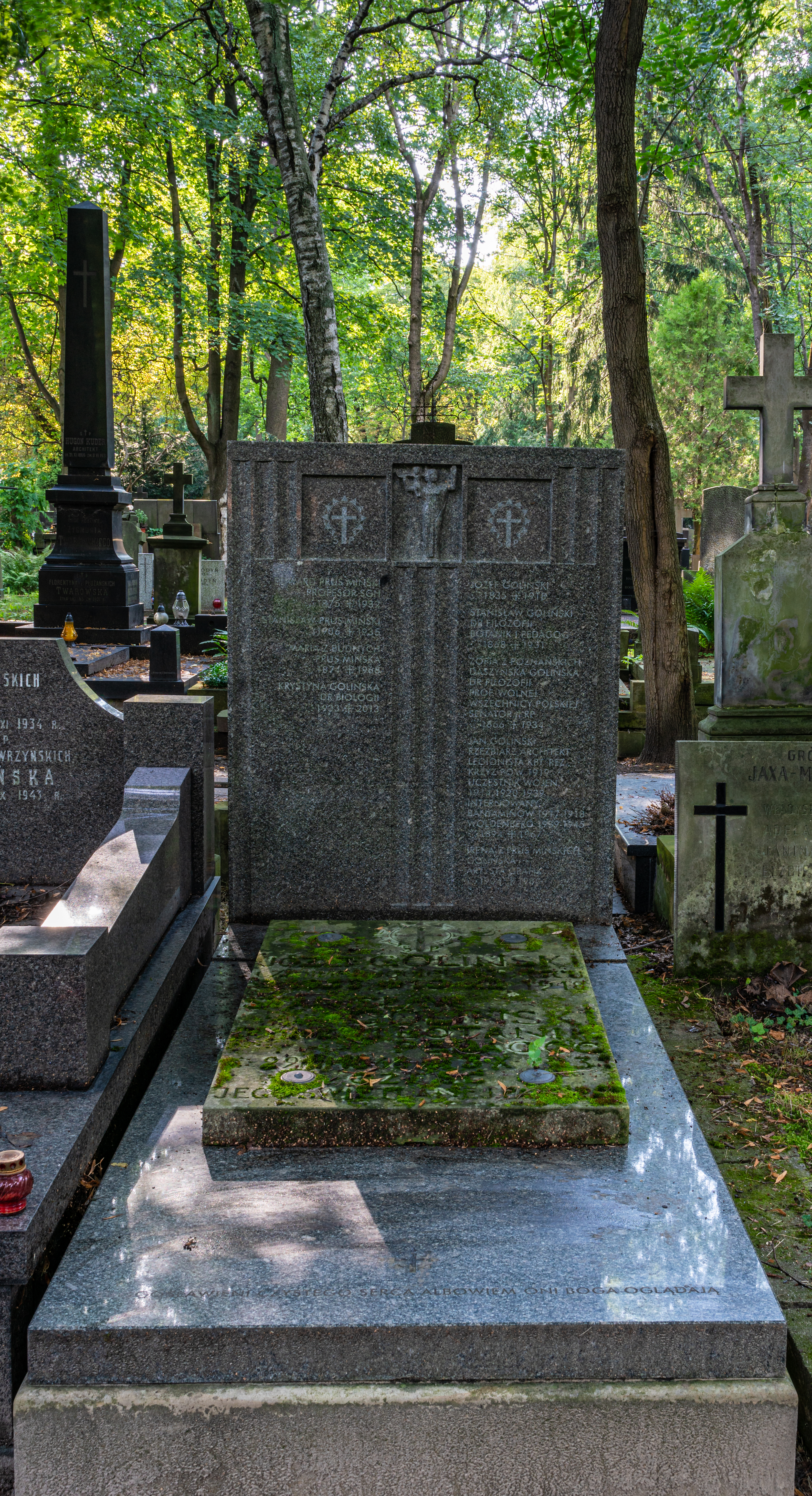
Grób rodzinny Golińskich na cmentarzu Powązkowskim

Stanisław Goliński (ur. 22 marca 1868 w Warszawie, zm. 3 października 1931) – polski botanik.

## Życiorys
Urodził się 22 marca 1868, w rodzinie Józefa i Walerii z Raczyńskich (1849–1921), działaczki niepodległościowej i socjalistycznej, damy Orderu Virtuti Militari i Krzyża Niepodległości z Mieczami. Był starszym bratem Heleny (1871–1958), matki Tadeusza Sygietyńskiego.
W 1889 ukończył Królewski Instytut Pomologiczny w Prószkowie, a w 1893 Uniwersytet Zuryski. W 1894 był asystentem przy katedrze botaniki Akademii Rolniczej w Dublanach a w latach 1895-1900 w Krakowie. Od 1900 był krajowym instruktorem ogrodnictwa na Galicję Zachodnią. Przez kilka lat wykładał na kursach Towarzystwa ogrodniczego w Krakowie. We wrześniu 1914 wstąpił do Legionów Polskich. Na początku 1916 pełnił służbę w Departamencie Wojskowym Naczelnego Komitetu Narodowego w Piotrkowie. 20 stycznia 1916 galicyjski Wydział Krajowy wystąpił do c. i k. Komendy Legionów Polskich z prośbą o jego „uwolnienie od dalszej służby wojskowej w Legionach”. Zmarł 3 października 1931. Został pochowany na cmentarzu Powązkowskim w Warszawie (kwatera 196-5-11).
Stanisław był żonaty z Zofią z Poznańskich primo voto Daszyńską, z którą miał syna Jana (1894–1967), kapitana artylerii Wojska Polskiego, architekta, artystę-rzeźbiarza.

## Autor
- Badania łąk : siano, Kraków 1898
- Owocarstwo, Lwów 1905
- Przeszczepianie drzew owocowych, Kraków 1906;
- Plan Wielkiego Krakowa, 1910 (III nagroda na konkursie miejskim); i inne.